# Новоомелькове
Новооме́лькове —  село в Україні, у Чмирівській сільській громаді Старобільського району Луганської області. Населення становить 126 осіб.